# Krajina
Krajina (a veces escrito Kraína en español) es un topónimo eslavo, que es utilizado para definir un gran número de regiones tanto geográficas como políticas en el sudeste de Europa, especialmente en los Balcanes. En algunos idiomas eslavos del sur, la palabra Krajina se refiere principalmente a la frontera o zona fronteriza de un país, y de forma secundaria a una región, área o paisaje. La palabra kraj puede significar límite, extremo, región o área. Antiguamente, podía significar "ejército" o "guerra". Es un término similar al "mark" alemán, "marche" en francés o "marca" en español (véase Marca Hispánica). Se suele utilizar para referirse explícitamente a la República Serbia de Krajina, una entidad política que existió durante la guerra croata de independencia.
Algunas de las zonas más importantes que emplean este topónimo son las que a continuación se enumeran.

## Regiones geográficas
- Bosnia y Herzegovina
  - Bosanska Krajina, alrededor de Banja Luka y que abarca un área más grande, también en los mapas antiguos llamada "Croacia turca".
  - Cazinska Krajina, zona de frontera de Bosnia con Croacia en la ciudad de Cazin.

- Croacia
  - Cetinska Krajina, zona a lo largo del valle del río Cetina, en el sur de Croacia, en Zagora.
  - Drniška Krajina, la zona alrededor de la ciudad de Drnis en Croacia meridional, al oeste de la Cetinska Krajina.
  - Imotska Krajina, la zona alrededor de la ciudad de Imotski, en el sur de Croacia.
  - Istarska Krajina, región histórica en Croacia occidental, zona central de la península de Istria.
  - Kninska Krajina, región de Knin en el sur de Croacia, al norte de la Drniška y noreste de la Cetinska. 
    - República Serbia de Krajina, una república de corta duración, estado no reconocido, declarado por la minoría serbia en la zona alrededor de Knin.

  - Neretvanska Krajina, hacia el oeste, en la zona histórica del río Neretva, en el suroeste de Župa Imota.
  - Omiška Krajina, región del interior de la ciudad de Omiš, en el sur de Croacia.

- Montenegro
  - Krajina, región en Montenegro.

- Polonia
  - Krajna, en la frontera de las provincias de Gran Polonia y Pomerania.

- Serbia
  - Timočka Krajina, zona de frontera de Serbia con Bulgaria en torno al río Timok.
    - Negotinska Krajina, una parte de Timočka Krajina en la ciudad de Negotin.

  - Koca Krajina, una zona liberada durante la octava guerra austro-turca.

- Eslovenia
  - Bela Krajina, zona de frontera de Eslovenia con Croacia.

## Regiones políticas
- Imperio austrohúngaro
  - Vojna Krajina, Frontera militar del Imperio austrohúngaro con el Imperio otomano. Se dividía en: 
    - Krajina bánata (en la frontera serbio-rumana)
    - Krajina croata (en la frontera occidental de Croacia y Bosnia)
    - Krajina eslavona (en la frontera de Serbia y el este de Croacia con Bosnia)

- Unidades políticas formadas durante la guerra de Croacia en la década de 1990: 
  - República Serbia de Krajina
  - SAO Krajina
  - SAO Kninska Krajina. Kninska Krajina, desde las guerras yugoslavas designa dos regiones: la ciudad de Knin y sus alrededores, y una zona específica de la República Serbia de Krajina.
  - SAO Eslavonia Oriental, Baranja y Srem occidental, a veces llamado Podunavska Krajina.

- Unidad política formada durante la guerra de Bosnia y Herzegovina en la década de 1990: 
  - SAO Bosanska Krajina